# Голдман, Маршалл
Маршалл Ирвин Голдман (англ. Marshall Irwin Goldman; 26 июля 1930 — 2 августа 2017) — эксперт по экономике Советского Союза, профессор экономики в Колледже Уэллсли и содиректор Центра по изучению России и Евразии при Гарвардском университете. Голдман известен своим исследованием карьеры Михаила Горбачёва и Бориса Ельцина.

## Биография
Голдман окончил Уортонскую школу Пенсильванского университета в 1952 году. Получил степени магистра (1956) и доктора философии (1961) в области русистики и экономики в Гарвардском университете.
Голдман был почётным профессором российской экономики в колледже Уэллсли. Специалист по российской экономике и экономике высоких технологий, в 1958 году поступил на факультет Уэллсли. В 1998 году Ассоциация выпускников колледжа Уэллсли присудила ему свою первую награду за преподавательскую работу. С 1975 по 2006 год был содиректором Центра им. Дэвиса по изучению России и Евразии при Гарвардском университете.
Голдман был известен своим исследованием и анализом карьеры Михаила Горбачёва и Бориса Ельцина. Автор более десятка книг о Советском Союзе. Голдман, частый гость в республиках бывшего СССР, присутствовал в Москве при попытке государственного переворота в августе 1991 года. Он встречался с Михаилом Горбачёвым, Владимиром Путиным и бывшими президентами Джорджем Бушем-ст. и Джорджем Бушем-мл., а также с лидерами бизнеса, дипломатами и правительственными чиновниками на самом высоком уровне в обеих странах.
Голдман преподавал американскую экономику студентам и широкой аудитории, будучи лектором Фулбрайт-Хейса в Московском государственном университете в 1977 году, а в 1980-х годах он был приглашен послом США в Советский Союз для чтения серии лекций от имени правительства США. Он также выступал в Китае и читал лекции в Западной Европе и Азии.
Он был редактором-консультантом журнала Current History. Писал для таких изданий, как Current History, Foreign Affairs, The New York Times, The Washington Post и Harvard Business Review. Его статьи также появлялись в New Yorker, The Atlantic Monthly и Science, был частым гостем на CNN и Good Morning America, выступал на MacNeil/Lehrer NewsHour, Crossfire, Face the Nation, The Today Show и Nightline. Регулярно писал для российских газет, в том числе «Московских новостей» и «The Moscow Times», его часто слышали по National Public Radio.
Он был консультантом Государственного департамента, Агентства по охране окружающей среды, Совета по качеству окружающей среды, Фонда Форда и многочисленных корпораций. Состоял в совете директоров банка и трастовой компании Century, Фонда Джеймстауна. Был членом Совета по международным отношениям и американской экономической ассоциации. Голдман служил попечителем школы Нобл и Гриноу, а также школы Содружества Бостона и был в прошлом президентом Совета Хиллеля Большого Бостона. Он также был президентом ранней музыкальной группы Boston Baroque. Давний житель Уэлсли, штат Массачусетс, Маршалл Голдман был избран членом Собрания города Уэллсли и работал в городской комиссии по охране природы.
В 1985 году ему была присуждена степень почетного доктора права Массачусетского университета в Амхерсте. В 1991 году Голдман был избран членом Американской академии искусств и наук.

## Конфликт
19 апреля 2013 года Голдман появился на WCBV Boston 5 News, комментируя преследование и поимку подозреваемых, причастных к взрыву на Бостонском марафоне. Его комментарии возмутили многих южан, когда он сравнил террористов с людьми из Кентукки и Теннесси, которые «ненавидят правительство и регулирование и нападают на всех».

## Личная жизнь
Жена (с 1953 года) — Мерль Голдман (1931—2023), специалист по современному Китаю и почётный профессор истории Бостонского университета. У них было четверо детей.

## Сочинения
- Soviet Marketing, Distribution in a Controlled Economy (1963).
- Comparative Economic Systems: A Reader (1964).
- Soviet Foreign Aid (1967).
- Soviet The Soviet Economy: Myth and Reality. — Prentice Hall, 1968.
- Вредные последствия прогресса: загрязнение окружающей среды в Советском Союзе = The Spoils of Progress: Environmental Pollution in the Soviet Union. (1972) — М.: Прогресс, 1973. — 188 с. — Рассылается по специальному списку
- Detente and Dollars: Doing Business with the Soviets (1975).
- СССР в кризисе: развал экономической системы = The USSR in Crisis: The Failure of an Economic System (1983). — М.: Прогресс, 1984. — 209 с. — Рассылается по специальному списку
- Вызов Горбачёва: экономическая реформа в эпоху передовой технологии = Gorbachev’s Challenge: Economic Reform in the Age of High Technology. (1987) — М.: Прогресс, 1988. — 258 с. — Рассылается по специальному списку
- Enigma of Soviet Petroleum: Half Full or Half Empty? (1988).
- Горбачев как экономист // Вопросы экономики. 1991. — № 5. — С. 107—118.
- What Went Wrong with Perestroika: The Rise and Fall of Mikhail Gorbachev. — W. W. Norton, 1991, 1992.
- Former Soviet Republics and Eastern Europe (1993).
- Lost Opportunity: Why Economic Reforms in Russia Have Not Worked. — W. W. Norton, 1994.
- Lost Opportunity: What Has Made Economic Reform in Russia So Difficult. — Norton, 1996.
- Пиратизация России. Российские реформы идут вкривь и вкось = The Piratization of Russia: Russian Reform Goes Awry. (2003) — Фонд социо-прогностических исследований «Тренды», 2014. — 424 с.
- Petrostate: Putin, Power and the New Russia. — Oxford University Press, 2008.